# Apérantie (dème)
Ne doit pas être confondu avec la région de la Thessalie antique.
Apérantie, en grec moderne : Απεραντία, est un ancien dème du district régional d'Eurytanie en Grèce-Centrale. Depuis 2010, il fait partie du dème d'Ágrafa.
Selon le recensement de 2011, la population du dème compte 1 739 habitants.